# European Champions League 2002-2003 (pallavolo femminile)
La European Champions League di pallavolo femminile 2002-2003 è stata la 43ª edizione del massimo torneo pallavolistico europeo per squadre di club; iniziata con la fase a gironi a partire dal 4 dicembre 2002, si è conclusa con la final-four di Piła, in Polonia, il 16 marzo 2003. Alla competizione hanno partecipato 16 squadre e la vittoria finale è andata per la seconda volta consecutiva al Racing Club de Cannes.

## Squadre partecipanti
| - Azərreyl - Stella Rossa - Bergamo - Diego Porcelos - RC Cannes - Uraločka - Eczacıbaşı - VakıfBank GS | - Modena - Nyíregyháza - PTPS - Levski Sofia - Tenerife - Jedinstvo Užice - SKRA Varsavia - HAOK Mladost |

## Fase a gironi

### Gironi
| Girone A                            | Girone B                                           | Girone C                                 | Girone D                                         |
| ----------------------------------- | -------------------------------------------------- | ---------------------------------------- | ------------------------------------------------ |
| Azərreyl Uraločka Eczacıbaşı Modena | VakıfBank GS Levski Sofia Tenerife Jedinstvo Užice | Stella Rossa RC Cannes PTPS HAOK Mladost | Bergamo Diego Porcelos Nyíregyháza SKRA Varsavia |

## Play-off a 8

### Squadre qualificate
- RC Cannes
- Bergamo
- Uraločka
- Modena

## Final-four
La final four si è disputata a Piła ( Polonia). Le semifinali si sono disputate il 15 marzo, mentre la finale per 3º/4º posto e la finalissima si è giocata il 16 marzo.

### Finali 1º e 3º posto
|  | Semifinali | Semifinali | Semifinali |           |          | Finale             | Finale             | Finale             |  |
|  |            |            |            |           |          |                    |                    |                    |  |
|  | Bergamo    | Bergamo    | 1          |           |          |                    |                    |                    |  |
|  | Bergamo    | Bergamo    | 1          |           |          |                    |                    |                    |  |
|  | Uraločka   | Uraločka   | 3          |           |          |                    |                    |                    |  |
|  | Uraločka   | Uraločka   | 3          |           | Uraločka | Uraločka           | 1                  |                    |  |
|  |            |            |            |           | Uraločka | Uraločka           | 1                  |                    |  |
|  |            |            | RC Cannes  | RC Cannes | 3        |                    |                    |                    |  |
|  | Modena     | Modena     | RC Cannes  | RC Cannes | 3        | 2                  |                    |                    |  |
|  | Modena     | Modena     |            |           |          | 2                  |                    |                    |  |
|  | RC Cannes  | RC Cannes  | 3          |           |          | Finale 3º/4º posto | Finale 3º/4º posto | Finale 3º/4º posto |  |
|  | RC Cannes  | RC Cannes  | 3          |           |          |                    |                    |                    |  |
|  |            |            |            |           |          |                    |                    |                    |  |
|  |            |            |            |           |          | Bergamo            | Bergamo            | 3                  |  |
|  |            |            |            |           |          | Bergamo            | Bergamo            | 3                  |  |
|  |            |            |            |           |          | Modena             | Modena             | 1                  |  |